# Hurulihalli, Tiptur
Hurulihalli là một làng thuộc tehsil Tiptur, huyện Tumkur, bang Karnataka, Ấn Độ.